# Yao (Ciad)
 Yao è un comune del Ciad situato nel dipartimento di Fitri, provincia di Batha.  
È il capoluogo del dipartimento.